# Zbigniew Drzewiecki

Zbigniew Drzewiecki (z lewej) z Rogerem Woodwardem i swoją żoną (1967)

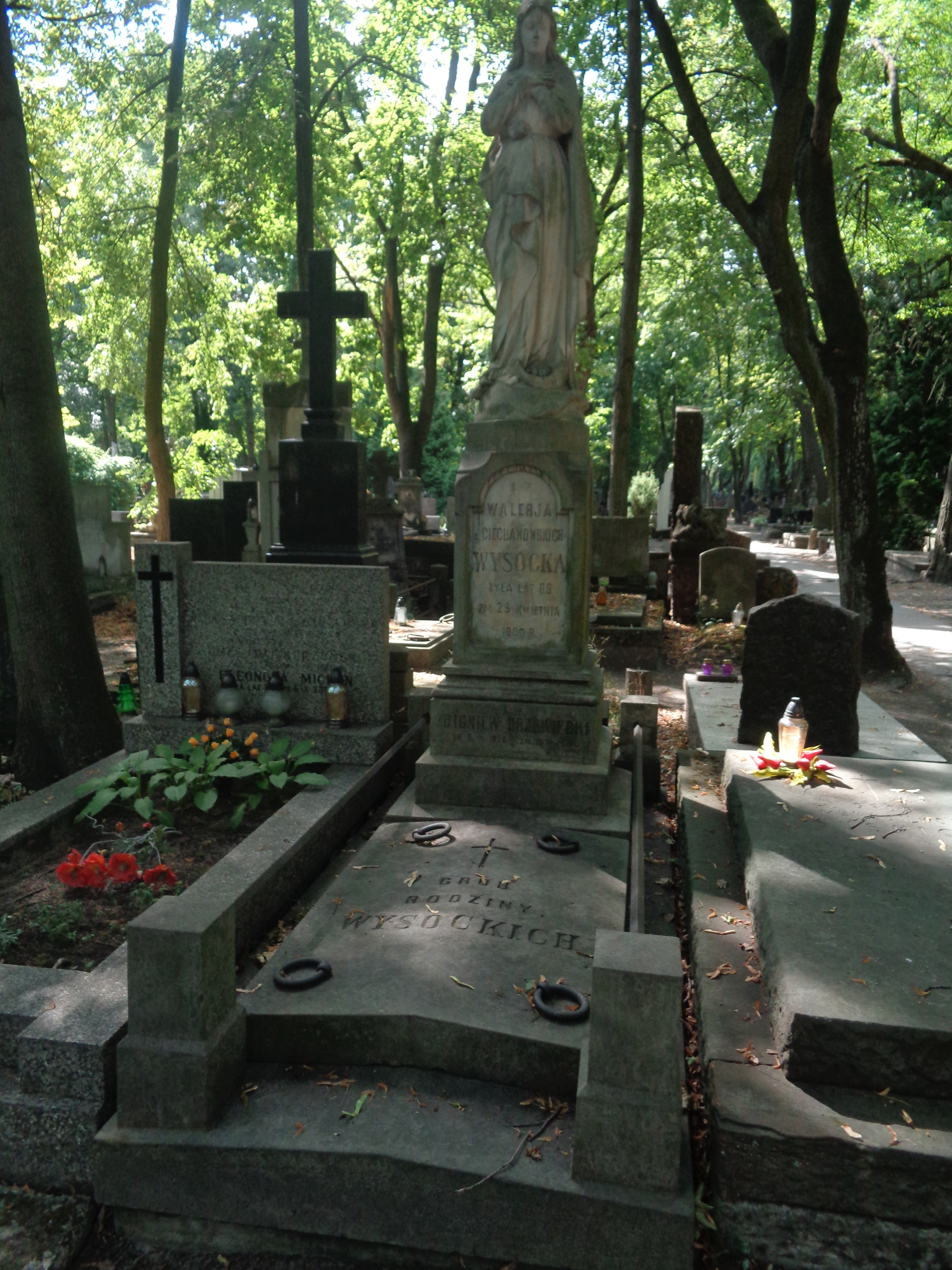
Grób Zbigniewa Drzewieckiego na cmentarzu Powązkowskim

Zbigniew Drzewiecki (ur. 8 kwietnia 1890 w Warszawie, zm. 11 kwietnia 1971 tamże) – polski pianista i pedagog. Profesor i rektor Państwowej Wyższej Szkoły Muzycznej w Krakowie, profesor i rektor w latach 1929–1930, 1931–1932 Państwowej Wyższej Szkoły Muzycznej w Warszawie.

## Życiorys
Urodził się w rodzinie Ludwika, handlowca, i Marii z Wysockich. Miał dwóch młodszych braci. Ukończył Gimnazjum gen. Pawła Chrzanowskiego w Warszawie i zdał w 1909 maturę. Naukę gry na fortepianie rozpoczął pod kierunkiem ojca, który był entuzjastą muzyki i zamiłowanym pianistą. Kolejnymi nauczycielami gry na fortepianie byli: Feliks Konopaska, Włodzimierz Oberfelt i Robert Becker, ponadto Zbigniew pobierał lekcje gry na skrzypcach u Ignacego Pileckiego. Po maturze rozpoczął studia politechniczne (budowa maszyn), najpierw w Wiedniu, następnie w Brnie. Równocześnie odbył wyższy kurs gry na fortepianie pod kierunkiem Karla Prohazki w Wiener Akademie für Musik, a także korzystał ze wskazówek Maurycego Aronsona oraz Paula de Conne'a w Wiedniu i Heinricha Janochy w Brnie. W 1911 przerwał studia politechniczne i do 1915 mieszkał w Wiedniu, gdzie był pod opieką pedagogiczną Marie Prentner. W 1915 powrócił do Warszawy. Działalność koncertową rozpoczął 2 lutego 1916 w Filharmonii Warszawskiej.
Prowadził też działalność pedagogiczną. We wrześniu 1916 został profesorem niższego i średniego kursu fortepianu, by z czasem przejąć kurs wyższy w Instytucie Muzycznym w Warszawie. Od 1931 był rektorem Akademii Muzycznej w Warszawie, wykładał także w Krakowie i Lwowie. 
Był jednym z inicjatorów Międzynarodowego Konkursu Pianistycznego im. Fryderyka Chopina w 1927 roku. Od początku był członkiem jury konkursu w latach 1927, 1932, 1937, a na konkursach w 1949, 1955, 1960 i 1965 jego przewodniczącym. 
W czasie II wojny światowej przebywał w Warszawie, uczestniczył w konspiracyjnych koncertach i udzielał lekcji. Po upadku powstania warszawskiego przeniósł się do Krakowa, gdzie w 1945 zorganizował Państwową Wyższą Szkołę Muzyczną. Tam do 1955 uczył gry na fortepianie, i pełnił funkcję pierwszego rektora (1946–1952). Równocześnie prowadził klasę fortepianu w Państwowej Wyższej Szkole Muzycznej w Warszawie. W 1955 zamieszkał w Warszawie, w 1961 przeszedł na emeryturę.
Jego uczniowie to laureaci międzynarodowych konkursów, wirtuozi oraz wybitni pedagodzy, do których należeli m.in.: Ryszard Bakst, Jan Bereżyński, Felicja Blumental, Halina Czerny-Stefańska, Jan Ekier, Róża Etkin-Moszkowska, Fu Cong, Lidia Grychtołówna, Adam Harasiewicz, Roman Jasiński, Aleksander Kagan, Halina Kalmanowicz, Wacław Kisielewski, Elza Kolodin, Bolesław Kon, Waldemar Maciszewski, Alfred Müller, Sergiusz Nadgryzowski, Hiroko Nakamura, Włodzimierz Obidowicz, Ewa Osińska, Teresa Rutkowska, Marta Sosińska-Janczewska i Tatiana Woytaszewska.
Angażował się również społecznie. W latach 1934–1939 oraz 1945–1948 pełnił funkcję prezesa polskiej sekcji Międzynarodowego Towarzystwa Muzyki Współczesnej, w latach 1959–1966 był prezesem Towarzystwa im. Fryderyka Chopina, a od 1956 do 1962 prezesem Stowarzyszenia Polskich Artystów Muzyków (SPAM).
Zmarł w Warszawie, spoczywa na cmentarzu Powązkowskim (kwatera 73-3-2).

## Ordery i odznaczenia
- Order Sztandaru Pracy I klasy (1959)[7]
- Krzyż Komandorski z Gwiazdą Orderu Odrodzenia Polski (28 kwietnia 1955)[8]
- Krzyż Komandorski Orderu Odrodzenia Polski (22 lipca 1951)[9]
- Krzyż Oficerski Orderu Odrodzenia Polski (8 listopada 1930)[10]

## Nagrody
- Państwowa Nagroda Artystyczna I stopnia (zespołowa) w dziale muzyki za przygotowanie kandydatów do IV Międzynarodowego Konkursu im. Chopina (1950)[2]
- Nagroda Państwowa I stopnia za wybitne osiągnięcia pianistyczne, pedagogiczne i propagandę muzyki polskiej za granicą (1952)[11][12]